# Mercedes Sosa
Haydée Mercedes Sosa (ur. 9 lipca 1935 w San Miguel de Tucumán, zm. 4 października 2009 w Buenos Aires) – argentyńska pieśniarka. Niezmiernie popularna w całej Ameryce Łacińskiej, przez swoich wielbicieli zwana „La Negra” („Czarna”).
Zaczęła śpiewać bardzo wcześnie, już w wieku piętnastu lat zdobyła nagrodę rozgłośni radiowej.
Dołączyła do nurtu nueva canción ("Nowej pieśni") i nagrała swój pierwszy album pt. Canciones con fundamento, zbiór argentyńskich ludowych pieśni. Na jej repertuar składają się ludowe pieśni, a także nowe utwory, pisane specjalnie dla niej. Wykonywała, między innymi, utwory chilijskiej pieśniarki Violety Parra, a także argentyńskiego autora i kompozytora Atahualpy Yupanqui.
W 2008 została ambasadorem dobrej woli UNICEF.
Zmarła w niedzielę, 4 października 2009, w wieku 74 lat.

## Dyskografia
- La voz de la zafra (1962, RCA)
- Canciones con fundamento (1965)
- Yo no canto por cantar (1966, Philips)
- Hermano (1966, Philips)
- Para cantarle a mi gente (1967)
- Con sabor a Mercedes Sosa (1968)
- Mujeres argentinas (1969) – wraz z Arielem Ramírezem i Féliksem Luną
- Navidad con Mercedes Sosa (1970) – wraz z Arielem Ramírezem i Féliksem Luną
- El grito de la tierra (1970)
- Homenaje a Violeta Parra (1971)
- Hasta la victoria (1972)
- Cantata sudamericana (1972) – wraz z Arielem Ramírezem i Féliksem Luną
- Traigo un pueblo en mi voz (1973)
- Niño de mañana (1975)
- A que florezca mi pueblo (1975)
- En dirección del viento (1976)
- Mercedes Sosa 1976 • La mamancy (1976)
- O cio da terra (1977)
- Mercedes Sosa interpreta a Atahualpa Yupanqui (1977)
- Si se calla el cantor (1977) – składanka
- Serenata para la tierra de uno (1979)
- A quién doy (1981)[3]
- Gravado ao vivo no Brasil (1980) – live
- Mercedes Sosa en Argentina (1982) – live
- Mercedes Sosa • Como un pájaro libre (1983)
- Como un pájaro libre (1983)
- Recital (1983)
- ¿Será posible el sur? (1984)
- Vengo a ofrecer mi corazón (1985)
- Corazón americano (1985) – live, wraz z Miltonem Nascimento i Leónem Gieco
- Mercedes Sosa ’86 (1986)
- Mercedes Sosa ’87 (1987)
- Gracias a la vida (1987) – składanka
- Amigos míos (1988)
- La Negra (1988, PolyGram/Tropical Music)
- En vivo en Europa (1990) – live
- De mí (1991)
- 30 años (1993) – składanka
- Sino (1993)
- Gestos de amor (1994)
- Mercedes Sosa • Oro (1995) – składanka
- Escondido en mi país (1996)
- Alta fidelidad (1997) – wraz z Charlym Garcíą
- Al despertar (1998)
- Misa Criolla (2000)
- Acústico (2002) – live
- Argentina quiere cantar (2003) – wraz z  Víctorem Heredią i Leónem Gieco
- Corazón libre (2005)
- Cantora 1 (2009)
- Cantora 2 (2009)

## Książki
- Mercedes Sosa, La Negra autorstwa Rodolfo Braceli (tylko w języku hiszpańskim)

- Mercedes Sosa, La Mami autorstwa Fabián Matus (tylko w języku hiszpańskim)

- Mercedes Sosa, The Voice of Hope Anette Christensen (przetłumaczone na hiszpański)

- Mercedes Sosa, More than a Song Anette Christensen (przetłumaczone na hiszpański)

## Odznaczenia
- Order Zasługi dla Kultury (2008, Brazylia)[4]
- Wielki Oficer Narodowego Orderu Zasługi (2007, Ekwador)[5]
- Komandor Orderu Sztuki i Literatury (1989, Francja)[6]